# Fraternidad de la Obra Seráfica de la Caridad
La Fraternidad de la Obra Seráfica de la Caridad (en alemán: Schwesterngemeinschaft Seraphisches Liebeswerk Solothurn) es una sociedad de vida apostólica femenina de derecho pontificio, fundada el 30 de septiembre de 1919, en Solothurn (Suiza), por el religioso capuchino Floriano Walker da Altdor. Las mujeres miembros de esta sociedad son conocidas como Seráficas de la Caridad y posponen a sus nombres las siglas S.L.S.

## Historia
Los orígenes del instituto se hallan en la fundación de la Obra Seráfica de Caridad, fundada por el religioso Cipriano Frölich da Eggolsheim, de la Orden de los Hermanos Menores Capuchinos, en Ehrenbreitstein, en 1899, para la asistencia de los niños y de los jóvenes. Para continuar dicha obra, el también capuchino Floriano Walker da Altdorf, instituyó una comunidad de terciarias franciscanas, la cual, el 30 de septiembre de 1919 se constituyó en una sociedad de vida apostólica. En 1949, el instituto adquirió la aprobación diocesana, en 1946 fue agregado a la Orden capuchina y en 1955, fue aprobada por la Santa Sede.

## Organización
La Fraternidad de la Obra Seráfica de la Caridad es una sociedad de vida apostólica de derecho pontificio centralizado, cuyo gobierno recae en la superiora general. A ella, le coadyuva su consejo, elegido para un periodo de seis años. La sede general se encuentra en Solothurn (Suiza)
Las seráficas de la Caridad se dedican a la atención de los jóvenes y de los niños en sus centros de acogida u orfanatos, no son religiosas, sino una sociedad de vida común, por lo tanto no hacen votos, sino una promesa o consagración perpetua o temporal, con la que se empeñan a la observancia de los consejos evangélicos. La espiritualidad de la sociedad es franciscana, siguen la Regla de san Francisco y pertenecen a la Familia capuchina.
En 2015, la fraternidad contaba con unas 106 asociadas y 18 casas, presentes en Alemania, Austria, Suiza y Uganda.